# Alma Rogge
Alma Rogge (* 24. Juli 1894 in Brunswarden bei Rodenkirchen; † 7. Februar 1969 in Bremen-Rönnebeck) war eine deutsche Schriftstellerin.

## Biografie

### Jugend
Alma Rogge wurde als Tochter des Marschenbauern August Rogge geboren. Sie besuchte die einklassige Dorfschule und wechselte später zur Bürgerschule in Rodenkirchen. Schon als Schülerin hatte sie immer ein Heft und einen Bleistift zur Hand, um sich über besondere Vorkommnisse Notizen zu machen. Nach ihrer Schulentlassung sollte sie im bäuerlichen Haushalt mitarbeiten.
17-jährig schickten die Eltern sie auf ein Internat nach Bad Kreuznach. Dort schrieb sie ihre ersten Gedichte und wollte Dichterin werden. Eine ihrer Mitschülerinnen war Hanna Wisser, die Tochter des Oldenburger Gymnasiallehrers Wilhelm Wisser, der weithin als „Märchenprofessor“ bekannt war und niederdeutsche Sagen und Märchen sammelte. Ihm gefiel, wie Alma in ihrer unverfälschten plattdeutschen Sprache bildkräftig zu plaudern verstand. Er ermutigte sie, ein plattdeutsches Theaterstück zu schreiben. Daraufhin schrieb sie, als sie wieder zu Hause war, heimlich und wo immer sich eine Gelegenheit bot, das Theaterstück Up de Freete (Auf Freiersfüßen). Bei Pastor Ramsauer in Rodenkirchen nahm sie Unterricht, um sich auf die Mittlere Reife vorzubereiten. Nebenbei schrieb sie weiterhin Gedichte und lyrische Texte, die in verschiedenen Zeitungen veröffentlicht wurden.
Up de Freete wurde auf der Dorfbühne in Rodenkirchen aufgeführt und hatte einen so großen Erfolg, dass die „Niederdeutsche Bühne“ von Richard Ohnsorg in Hamburg darauf aufmerksam wurde und es in den Spielplan aufnahm.

### Erste Werke und Studium
Durch den Erfolg ihres ersten Theaterstücks bestärkt, holte Alma Rogge 1918 an der Städtischen Oberrealschule in Delmenhorst das Abitur nach und studierte Literatur, Kunstgeschichte und Philosophie in Göttingen, Berlin, München und in Hamburg, wo sie Niederdeutsch als Studienfach hinzunahm. In Berlin traf sie erneut mit Hanna Wisser zusammen, die inzwischen Schauspielerin geworden war und ihr jetzt half, sich im Großstadtleben zurechtzufinden. Dort schrieb Alma Rogge das Lustspiel De Vergantschooster, das 1921 im „Ammerländer Bauernhaus“ in Bad Zwischenahn unter großem Beifall uraufgeführt wurde. Neben ihrer Doktorarbeit (1926) Das Problem der dramatischen Gestaltung im deutschen Lustspiel schrieb sie 1924 noch den Einakter De Straf (Die Strafe).
1924 gründete sie in Bremen zusammen mit Hans Franck, Manfred Hausmann, Hans Leip, Hans Friedrich Blunck, Karl Wagenfeld und Wilhelm Scharrelmann die Autorenvereinigung Die Kogge mit dem Ziel, der niederdeutschen Literatur eine Basis zu verschaffen. Die Kogge war damals eine Gruppe vornehmlich anti-moderner, konservativer bis zum Teil völkisch-national gesinnter Autoren der Niederdeutschen Bewegung, die von der NS-Literaturpolitik unterstützt wurde.
Nach ihrer Promotion erhielt sie eine Stelle als Volontärin im Bremer Schünemann Verlag. Bald darauf übernahm sie die Redaktion der Zeitschrift Niedersachsen. Dadurch lernte sie aus diesem Umfeld zahlreiche Dichter, Schriftsteller und Heimatforscher kennen. Nebenher schrieb sie mehrere plattdeutsche Erzählungen, die im Quickborn-Verlag erschienen.

### Schriftstellerin und Redakteurin
Nach dem Verkauf der Zeitschrift ließ sich Alma Rogge 1932 als freie Schriftstellerin in Bremen nieder. Sie schrieb niederdeutsche und hochdeutsche Bühnenstücke, die z. B. in Stralsund und Hamburg, aufgeführt wurden. Im Rundfunk standen auch Hörspiele von ihr auf dem Programm. Radio Bremen übernahm das Stück Schmuggel an der Bucht, und das Hamburger Ohnsorg-Theater spielte es mehrmals unter dem Titel Twee Kisten Rum (Zwei Kisten Rum).

#### In der Zeit des Nationalsozialismus
1936 erhielt Alma Rogge gemeinsam mit Wilhelm Scharrelmann und Moritz Jahn den Literaturpreis der Provinz Hannover. Dem Vorwurf, sie habe sich von der Blut-und-Boden-Ideologie der Nationalsozialisten vereinnahmen lassen, entgegnete sie, es sei ihr mit ihrer Arbeit mehr um den Erhalt der niederdeutschen Sprache als um die Vermittlung bestimmter Inhalte gegangen.
Unzweifelhaft dagegen ist, dass sie Mitglied des nationalsozialistisch geprägten Eutiner Dichterkreises war, der 1936 vom Eutiner NS-Regierungspräsidenten und SA-Gruppenführer Johann Heinrich Böhmcker gegründet wurde, der von 1937 bis 1944 auch Bremer Bürgermeister war. Die im Eutiner Dichterkreis organisierten „heimatverbundenen“ norddeutschen Schriftsteller pflegten nachweislich engen Kontakt mit Nazi-Größen.
Sie nahm u. a. zusammen mit Moritz Jahn und August Hinrichs an den von der Schrifttumsabteilung des NS-Propagandaministeriums organisierten Weimarer Dichtertreffen teil. Zum 48. Geburtstag Adolf Hitlers besprach sie im Projekt Lautarten reichsdeutscher Mundarten eine Schallplatte in Rodenkirchener Platt.
Sie war gefeierter Gast auf zahlreichen NS-Veranstaltungen, so las sie u. a. im November 1937 vor den BDM-Führerinnen des Untergaus Bremen. Zu ihrem 50. Geburtstag 1944 erhielt sie Glückwünsche u. a. aus der Reichsschrifttumskammer sowie persönlich vom Gauleiter Paul Wegener und dem Gaupropagandaleiter Seiffe.
Der Boykott jüdischer Geschäfte im April 1933 fand nicht ihren Beifall und ihrem jüdischen Lektor in Berlin hielt sie sogar noch die Treue, als der schon längst keine berufliche Zukunft mehr hatte. Anders als ihr väterlicher Freund August Hinrichs ist sie auch niemals der NSDAP beigetreten. „Nein, Deine kluge Landestochter hat sich aus allem rausgehalten“, schrieb sie ihm im November 1946 in Anspielung auf dessen frühere Position als Landesleiter der Reichsschrifttumskammer für das Gau Weser-Ems. Entsprechend lautet ihre Angabe im Entnazifizierungsbogen: „Meine ganze schriftstellerische Arbeit war rein schöngeistig oder heimatkundlich und niemals politisch, noch tendenziös oder propagandistisch.“ Einer wissenschaftlichen Betrachtung hält diese unkritische Selbsteinschätzung jedoch nicht stand. Die Germanistin Eva-Maria Gehler ordnet in der für ihre Dissertation erfolgte Untersuchung Weibliche NS-Affinitäten. Grade der Systemaffinität von Schriftstellerinnen im »Dritten Reich« Alma Rogge ganz eindeutig in die oberste und damit am höchsten belasteste von 5  Kategorien ein: Zustimmung zum Nationalsozialismus.

#### Antisemitische Tendenzen bei Alma Rogge
„Genauso wie NSDAP-Parteimitgliedschaft nicht automatisch als Beweis für antisemitische Gesinnung herhalten kann, darf fehlende Parteizugehörigkeit nicht voreilig als „Persilschein“ für gesellschaftspolitische Unbedenklichkeit gewertet werden“, wie es in einigen Publikationen über Rogge versucht wird und sie es für sich selbst in ihrem Entnazifizierungsbogen bescheinigte.
Dagegen steht jedoch nicht nur, dass sie bereits 1930 gegen den aus einer ursprünglich jüdischen Familie stammenden Theaterkritiker und Schriftsteller Erich Schiff (der ein getaufter und gläubiger Christ war) derart polterte, so dass sogar ihr väterlicher Freund und (spätere erst 1935) Landesleiter der NS-Reichsschrifttumskammer für das Gau Weser-Ems, August Hinrichs, sie brieflich ermahnte: „Es ist kein Grund, eine Kritik abzulehnen, weil der Verfasser Jude ist, kein sachlicher Grund, meine ich, und es ist vornehmer, nur rein sachlich zu bleiben.“
Fundstücke aus ihrem Nachlass aus dem Bestand der Landesbibliothek Oldenburg dokumentieren weiter schon früh antisemitische Aussagen, welche die 25-jährige im August 1919 in ihrem Tagebuch festhielt: „In geistiger Hinsicht haben uns die Juden schon besiegt. Jesus war Jude u. seine Religion ist Demokratie. Jetzt brauchen sie nur noch die politische Herrschaft zu erringen – u. wie weit sind sie darin schon gekommen.“
Noch in einem unveröffentlichten Manuskript aus den Jahren um 1960 zieht sie wieder gegen die „jüdische Rasse“ vom Leder. Eine echte Integrationschance spricht sie den Juden rundheraus ab. Auch wenn sie schon seit Generationen im Lande wohnten, „so wirken doch von der Überlieferung, vom Glauben und von ererbten, unbewussten Wesenheiten her die Grundlagen einer anderen Rasse in ihnen weiter. Darum hat es in allen Jahrhunderten und bei allen Völkern Judenverfolgungen gegeben: eine anders geartete und in ihrem Wesen tiefer verbundene Völkergemeinschaft stößt sie aus.“ Den Holocaust billigt sie nicht. Vielmehr spricht sie von Spannungen, die sich „eines Tages in unheilvoller Weise entladen“. Gleichwohl hält sie „Rassenfeindschaft“ für begreiflich, nur „im höheren Grad“ geschehe dadurch „schweres Unrecht“.

#### Wirken nach 1945
Nach dem Zweiten Weltkrieg übernahm   Rogge wieder die Schriftleitung der Zeitschrift Niedersachsen. Drei Jahre später erschien ihr Prosawerk, der humorvolle Roman Hochzeit ohne Bräutigam.

### Letzte Lebensjahre

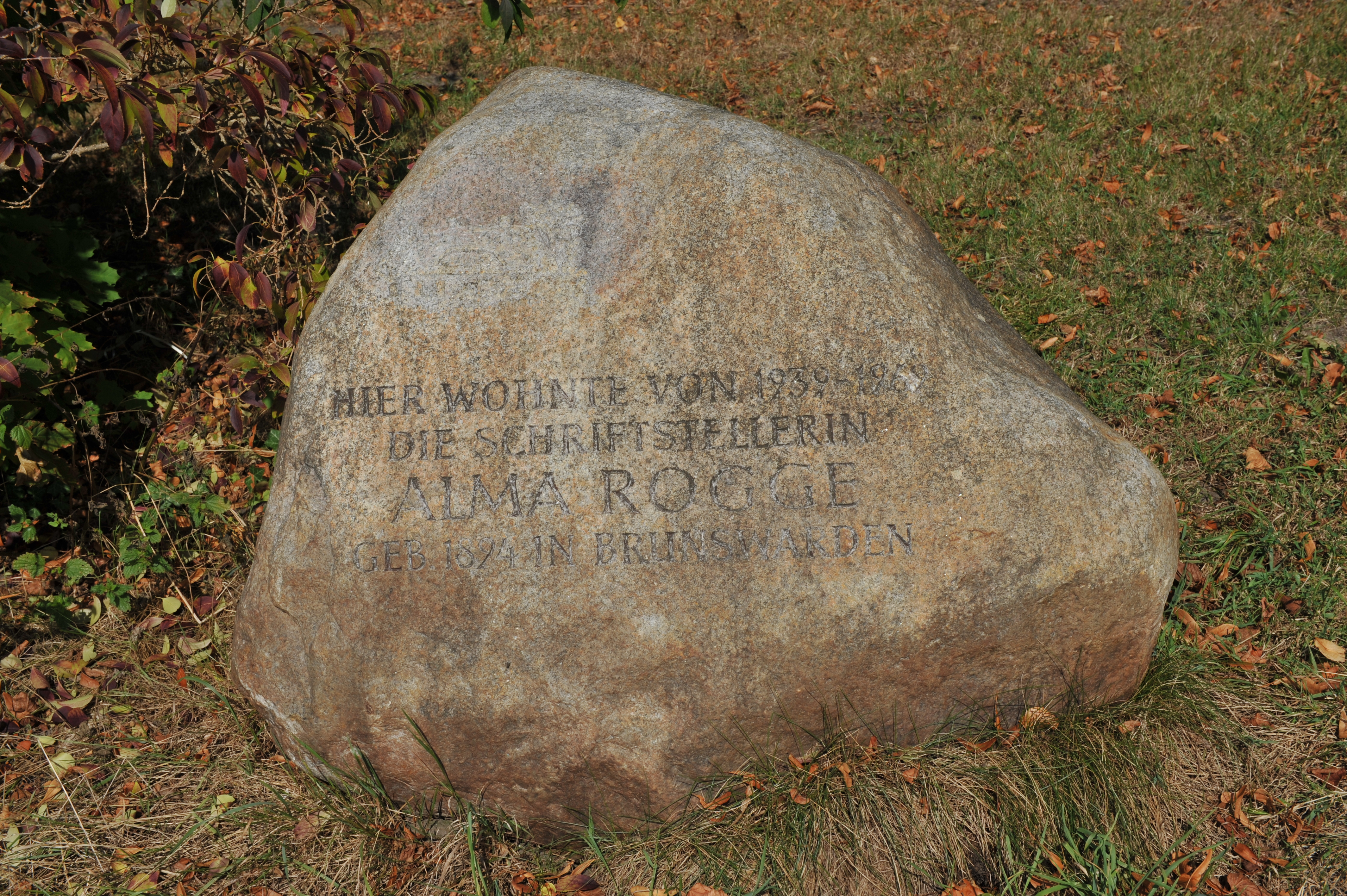
Gedenkstein für Alma Rogge (Text: Hier wohnte von 1939–1969 / die Schriftstellerin / Alma Rogge / geb. 1894 in Brunswarden)

Rogges Eltern waren 1939 gestorben. Aus der Erbschaft baute sie sich auf dem 20 Meter hohen Weserufer zwischen Bremen-Blumenthal und Bremen-Farge ein Haus im niedersächsischen Stil mit Reithdach. Hier zogen auch Hanna Thimig, Tochter des Eutiner Märchenprofessors Wilhelm Wisser, und deren Tochter Christine ein, die sie bis zu ihrem Tod pflegten. Häufig waren Schriftstellerkollegen wie die politisch umstrittenen Agnes Miegel, Ina Seidel, Waldemar Augustiny und Moritz Jahn sowie die Literaturwissenschaftlerin Else Hoppe zu Gast. Nachbar war der Schriftsteller Manfred Hausmann. Unterhalb der beiden Häuser erinnert ein Denkmal an die beiden Dichter.
In der zweiten Hälfte der 1960er Jahre las Rogge für die Sprechplattenreihe Niederdeutsche Stimmen noch einmal aus ihren Werken. Den Sommer 1968 verbrachte Alma Rogge bei Ina Seidel in deren Haus am Starnberger See. Sie starb am 7. Februar 1969 vermutlich an Krebs. Sie wurde auf dem Friedhof in Rodenkirchen beigesetzt.

### Ehrungen
- 1936 Literaturpreis der Provinz Hannover, gemeinsam mit Wilhelm Scharrelmann und Moritz Jahn
- 1964 Quickborn-Preis
- 1966 „Oldenburg-Preis“ der Oldenburg-Stiftung
- Alma-Rogge-Straße in Absen, einem Teil von Stadland
- Alma-Rogge-Straße in Bad Zwischenahn
- Alma-Rogge-Straße in Bremen-Vegesack
- Alma-Rogge-Weg in Cuxhaven
- Alma-Rogge-Straße in Edewecht
- Alma-Rogge-Straße in Kutenholz
- Alma-Rogge-Straße in Oldenburg
- Alma-Rogge-Weg in Osterholz-Scharmbeck
- Alma-Rogge-Weg in Rohrsen
- Alma-Rogge-Weg in Tarmstedt
- Alma-Rogge-Straße in Wangerland
- Alma-Rogge-Straße in Wardenburg
- Alma-Rogge-Straße in Westerstede

## Zitate
Wo ik her kaam,

is dat Land so free un wiet,

wasst dat Gras un bleuht de Klee,

rückt de Luft na Solt un See,

blänkert Water, ruschelt Reith,

jagt de Wulken, Wind de weiht,

wo ik her kaam.

(Wo ich herkomme

ist das Land so frei und weit,

wächst das Gras und blüht der Klee,

riecht die Luft nach Salz und See,

schimmert Wasser, raschelt Reet,

jagt die Wolken, Wind der weht,

wo ich herkomme.)

## Werke (Auswahl)
- 1918: Up de Freete: Hamburg, Hermes
- 1924: De Straf: pläseerlich Spill in eenen Törn. Hamburg: Hermes
- 1926: Das Problem der dramatischen Gestaltung im deutschen Lustspiel: Dissertation, Hamburg, Hermes
- 1926: De Straf – Regie: Klaus Witt, mit Paul Stahl, Meta Clement, Niko Lucassen (NORAG)
- 1928: De Straf  – Regie: Otto Mensing, mit Bruno Günzel, Helly Glave, Albert Glave, Paul Jessen und Grete Schmidt(Gastspiel der Niederdeutschen Bühne Kiel – NORAG)
- 1929: Sine: Vertelln in Ollnborger Platt, Hamburg: Quickborn-Verlag
- 1930: In de Möhl: Hamburg, Hermes
- 1934: Auswahl: Hamburg, Meißner
- 1935: Leute an der Bucht: Erzählungen, Bremen: Schünemann Verlag
- 1935: Schmuggel an der Bucht
- 1936: Dieter und Hille: Eine Liebesgeschichte, Bremen: Schünemann
- 1936: Hans Böttcher: [Gedenkschrift für Hans Böttcher] mit Beiträgen von Otto Franz Grund; Alma Rogge u. a., Rostock: Hinstorff
- 1936: Wer bietet mehr? Lustspiel in 4 Akten, Bremen: Schünemann; [B.-Wilmersdorf: Bloch]
- 1937: Hinnerk mit 'n Hot: Geschichten. Mit Zeichn. von Edmund Schaefer, Bremen: Schünemann
- 1938: Wangerooge, Hamburg: Meißner u. Bremen: Leuwer
- 1939: In der weiten Marsch: Erzählungen, Bremen: Schünemann
- 1939: Twee Kisten Rum: Hamburg, Quickborn-Verlag
- 1943: An Deich und Strom. (1. Aufl. d. Feldausg.). Gütersloh: Bertelsmann
- 1948: Theda Thorade: Erzählung, Bremen: Schünemann
- 1949: Der Nagel unter Lenas Fenster: Erzählungen, Bremen: Schünemann
- 1953: In de Möhl – Regie: Walter Bäumer, mit Walter A. Kreye, Hans Joachim Schenck, Ruth Bunkenburg (RB)
- 1954: Dar harr 'n Uhl seten: Hamburg, Quickborn-Verlag
- 1955: De Vergant-Schoster – Regie: Hans Robert Helms, mit Carl Hinrichs, Erika Rumsfeld, Ruth Westerholt (RB)
- 1955: Dor harr'n Uhl seten – Regie: Günter Jansen, mit Hartwig Sievers, Erna Raupach-Petersen, Hilde Sicks (NWDR Hamburg)
- 1955: Op de Freete – Regie: Walter A. Kreye (RB)
- 1956: Twee Kisten Rum – Regie: Bernd Wiegmann, mit Carl Hinrichs, Ursula Tammen, Hermann Menschel (RB)
- 1963: De Straaf (Original-Hörspiel) – Regie: Heini Kaufeld, mit Otto Lüthje, Gisela Wessel, Edgar Bessen (NDR)
- 1964: De Vergant-Schoster – Regie: Wolfgang Harprecht, mit Heinrich Kunst, Erika Rumsfeld, Ingrid Andersen (RB)
- 1965: Fröhlich durchleuchtet: Bremen, Schünemann
- 1965: Seid lustig im Leben: Bremen, Schünemann
- 1966: Twee Kisten Rum (Originalhörspiel) – Regie: Heini Kaufeld (NDR)
- 1970: Land aus dem ich geboren bin: Bremen, Schünemann
- 1978: Grüße an alle: Bremen, Schünemann
- 1984: Die Rosenuhr: Bremen, Schünemann